# Guilherme Melo

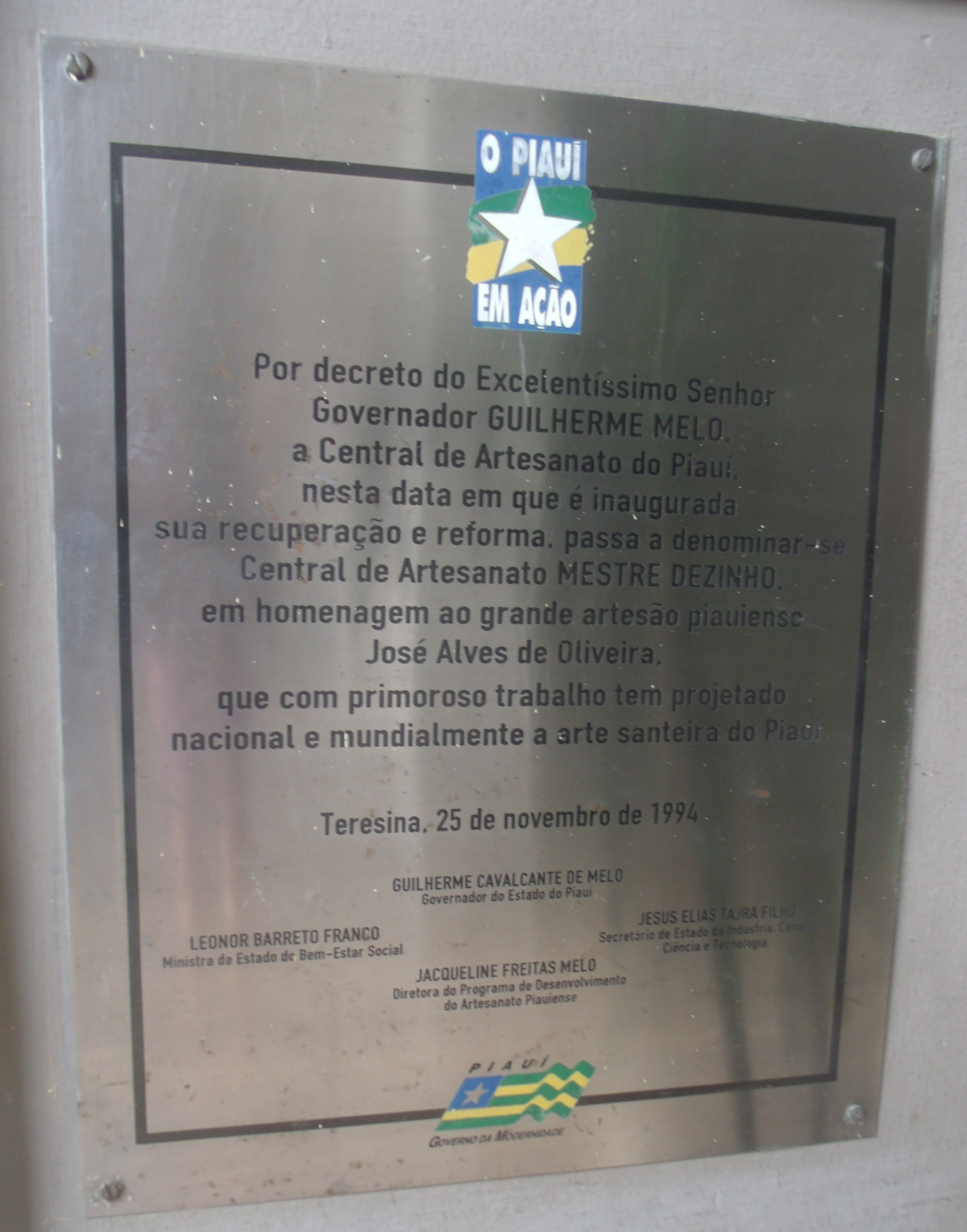
Placa da denominação da Central de Artesanato Mestre Dezinho por decreto do governo G. Melo.

Guilherme Cavalcante de Melo (Teresina, 25 de junho de 1952 – Teresina, 21 de abril de 2021) foi um administrador de empresas, advogado e político brasileiro que em menos de uma década foi deputado estadual, vice-governador e a seguir governador do Piauí entre 1994 e 1995.

## Dados biográficos

### Iniciativa privada
Filho de João Mendes Olímpio de Melo e Luzia Cavalcante Melo. Formado em Administração de Empresas pelo Centro Universitário de Brasília, atuou como empresário cumprindo antes estágios no Banco do Brasil e no Banco Central do Brasil. Assessor da extinta Empresa Brasileira de Assistência Técnica e Extensão Rural (EMBRATER) e também da Câmara dos Deputados, atuou como membro do Conselho Regional dos Corretores de Imóveis (CRECI) no estado do Piauí, além de diretor de empresas como a Imobiliária Primavera e a NOVATERRA Reflorestamento e Agropecuária além de ter assessorado a CEPISA (Companhia Energética do Piauí S/A) e de ter sido um dos diretores da Associação Comercial do Piauí. Formou-se advogado pela Universidade Federal do Piauí em 1983.

### Carreira política
Membro do MDB e presidente do diretório municipal do PMDB em Teresina, ingressou depois no PDS e foi chefe da Casa Civil no primeiro governo Hugo Napoleão deixando o cargo em solidariedade ao seu então sogro Lucídio Portela quando da cisão governista que resultaria na criação do PFL sendo eleito deputado estadual em 1986. Anos mais tarde os referidos líderes recompuseram a aliança e assim Guilherme Melo foi escolhido candidato a vice-governador do Piauí na chapa de Freitas Neto vencendo o segundo turno das eleições de 1990. Foi efetivado governador em 30 de março de 1994 quando o titular renunciou para concorrer ao Senado Federal estando então filiado ao PPR e meses depois ao PPB e por esta legenda foi eleito primeiro suplente de deputado federal em 1998. No segundo governo Hugo Napoleão presidiu a Companhia de Habitação do Piauí S/A (COHAB/PI) exercendo o mandato de deputado federal por curto período ao final de 2002 quando Heráclito Fortes foi secretário de Defesa Civil. Em 2006 foi candidato a deputado estadual pelo PDT sem lograr êxito.

### Eleições de 1994
Quatro candidatos disputaram a sucessão estadual: Átila Lira, Mão Santa, Nazareno Fonteles e Marciano Silveira. Guilherme Melo apoiou Átila Lira, que foi derrotado por Mão Santa.

## Morte
Morreu em Teresina, no dia 21 de abril de 2021, aos 68 anos, vítima de câncer no cérebro.